# Juana Arrendel
Juana Rosario Arrendel  (née le 26 septembre 1978 à La Romana) est une athlète dominicaine, spécialiste du saut en hauteur.

## Biographie
Vainqueur des Jeux panaméricains de 1999, elle est déchue de sa médaille d'or pour dopage.
Elle remporte à trois reprises la médaille d'or des Jeux d'Amérique centrale et des Caraïbes, en 1998, 2002 où elle établit la meilleure performance de sa carrière avec 1,97 m (record national), et en 2006.
En 2003, elle s'adjuge la médaille d'or des Jeux panaméricains, à Saint-Domingue, en franchissant la hauteur de 1,94 m. Elle se classe huitième des championnats du monde 2003.
Elle participe aux Jeux olympiques d'été de 1996 et de 2004 mais ne parvient pas à franchir le cap des qualifications.

## Palmarès
| Date | Compétition                                      | Lieu                 | Résultat | Marque |
| ---- | ------------------------------------------------ | -------------------- | -------- | ------ |
| 1998 | Jeux d'Amérique centrale et des Caraïbes         | Maracaibo            | 1re      | 1,90 m |
| 2002 | Jeux d'Amérique centrale et des Caraïbes         | San Salvador         | 1re      | 1,97 m |
| 2003 | Championnats du monde                            | Paris                | 8e       | 1,95 m |
| 2003 | Jeux panaméricains                               | Saint-Domingue       | 1re      | 1,94 m |
| 2004 | Jeux olympiques                                  | Athènes              | qual.    | 1,89 m |
| 2005 | Championnats d'Amérique centrale et des Caraïbes | Nassau               | 2e       | 1,85 m |
| 2005 | Championnats du monde                            | Helsinki             | qual.    | 1,80 m |
| 2006 | Championnats ibéro-américains                    | Ponce                | 2e       | 1,84 m |
| 2006 | Jeux d'Amérique centrale et des Caraïbes         | Carthagène des Indes | 1re      | 1,93 m |
| 2007 | Jeux panaméricains                               | Rio de Janeiro       | 6e       |        |
| 2007 | Championnats du monde                            | Osaka                | qual.    | 1,84 m |

## Records
| Épreuve         | Performance | Lieu         | Date            |
| --------------- | ----------- | ------------ | --------------- |
| Saut en hauteur | 1,97 m      | San Salvador | 2 décembre 2002 |